# 格拉希厄特縣
格拉希厄特縣（英語：Gratiot County）是美國密歇根州部的一個縣。面積1,480平方公里。根據美國2000年人口普查，共有人口42,285。縣治伊薩卡。
成立於1855年。